# E·V·利莫諾夫的另一個俄羅斯
E·V·利莫诺夫的另一个俄罗斯（羅馬化：Drugáya Rossíya E. V. Limónova），简稱E·V·另俄黨（EVDRP）其前身是另一个俄罗斯（Другая Россия），簡稱另俄黨（DRP），是由爱德华·利莫诺夫于2010年7月10日成立的非經聯邦内務部注册的俄羅斯政党。2020年9月，「另一个俄罗斯」宣佈將党名改为「爱德华·利莫诺夫的另一个俄罗斯」，以纪念在2020去世的已故创始人。

## 黨史

### 起源
另俄黨于2010年7月10日由被取缔的國家布尔什维克党的前成员在莫斯科的代表大会上宣佈成立。但該被联邦内務部登记局拒绝注冊，理由是因为他们「在俄罗斯人民中没有得到足够的支持」。

### 相關活動及事件
2010年，该党3名成员因在马涅日纳亚广场參與示威而被捕并遭到殴打。當局的逮捕行爲被人权组织认为是出于政治动机，只因为这些成员参与了「另一个俄罗斯」。
自2014年以来，有證據表明另俄黨的國家布尔什维克派激進成员组建了武装力量 "国际旅"並參與了在顿巴斯的亲俄动乱。在該次局部戰爭中，另俄黨的两名成员在顿巴斯战争中被擊斃。
2017年11月6日，幾名該黨活动家在圣彼得堡纪念布尔什维克革命一百周年时，因擅自違反條例舉行示威而被捕。
2018年2月7日，創建國家布爾什維克黨以及E·V·另俄黨的元老基里尔·阿纳尼耶夫在哈沙姆战役的空袭中丧生。
2018年9月22日，另俄黨的特别代表大会在莫斯科举行。爱德华·利莫诺夫和另一位领导人发表了演講。该党各地区支部的代表均参加了大会。新罗西斯亚武装力量的代表贝奈斯·艾约也参加了此次会议。
2018年10月26日在莫斯科国际安全展期间，另俄黨人奧爾加·莎莉娜割斷自己的靜脈以示抗议俄罗斯监狱系统侵犯人权的行为。莎莉娜在采訪谈到了俄罗斯监狱的窘迫条件，并派发批评警察的传单，在示威中高叫「囚犯的自由」。

### 評論
前副总理鲍里斯·涅姆佐夫對該黨評價指，「這個政黨把民族布尔什维克主义、民族主义、自由主义、社会民主主义和社会主义等的支持者都联合了起来。」他还说「目前世界上任何地方都還没有类似的政党」。